# Каратај
Каратај (рус. Каратай) слатководно је језеро глацијалног порекла смештено у североисточном делу Невељског рејона, северно од града Невеља, на југу Псковске области, односно на западу европског дела Руске Федерације.
Кратком отоком дужине 1,2 километра повезано је са језером Велики Иван на истоку, и налази се у басену реке Ловата, односно у басену реке Неве и Балтичког мора.
Акваторија језера обухвата површину од око 5,5 км² (549 хектара, са острвима 5,6 км² или 559 хектара), максимална дубина језера је до 3,5 m, док је просечна дубина око 2,5 m.
На обали језера налазе се села Сереброво, Бараново, Шчербино и Лобачово.